# 孔堡
孔堡（法語：Combourg，法語發音：[kɔ̃buʁ]）是法国伊勒-维莱讷省的一个市镇，位于该省北部，属于圣马洛区。

## 地理
孔堡（48°24'31"N, 1°45'6"W）面积63.55 平方千米，位于法国布列塔尼大區伊勒-维莱讷省，该省份为法国西北部沿海省份，位于布列塔尼半岛东部，北濒大西洋，西接阿摩尔滨海省和莫尔比昂省，南至大西洋卢瓦尔省，西南端接曼恩-卢瓦尔省，东临马耶讷省，东北与芒什省接壤。
与孔堡接壤的市镇（或旧市镇、城区）包括：朗里冈、博讷曼、拉沙佩勒奥菲尔特兹梅昂、屈冈、丹热、卢尔迈、梅亚克、凯布里亚克、圣莱热德普雷、特雷默厄克。
孔堡的时区为UTC+01:00、UTC+02:00（夏令时）。

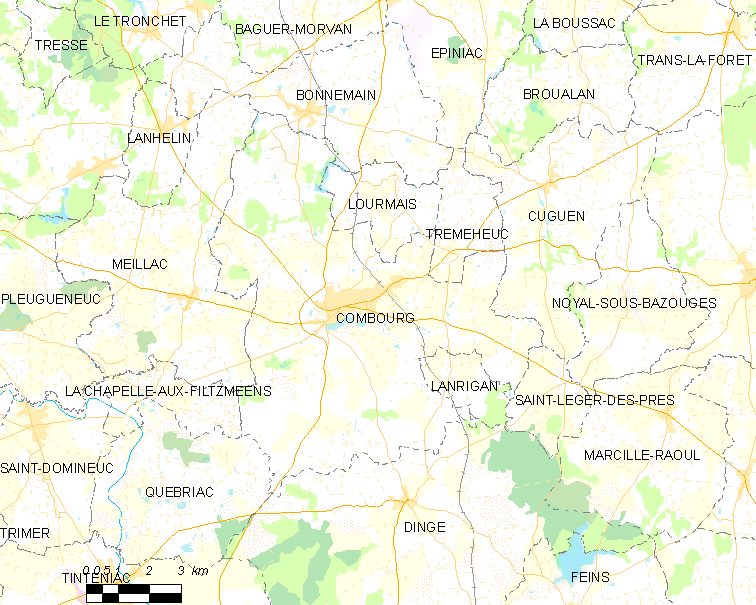
孔堡的OSM定位图

## 行政
孔堡的邮政编码为35270，INSEE市镇编码为35085。

## 政治
孔堡所属的省级选区为孔堡县。

## 交通
孔堡是雷恩－圣马洛铁路一线重要的城市。

## 人口

1962-2008年间孔堡人口变化图示

孔堡于2022年1月1日时的人口数量为6324人。